# Alameda County Open
O Alameda County Open foi um torneio masculino de golfe do circuito do PGA, que foi disputado entre os dias 9 e 12 de janeiro de 1969 no campo Palm do Sunol Valley Golf Club, em Sunol, na Califórnia, Estados Unidos. Foi vencido pelo dono da casa, o norte-americano Dick Lotz, então 26 anos, por uma tacada à frente do compatriota Don Whitt. O vencedor marcou 290 tacadas (dois acima do par).

## Campeão
- 1969 Dick Lotz